# Mark Zuckerberg
Mark Elliot Zuckerberg (sinh ngày 14 tháng 5 năm 1984) là một nhà lập trình máy tính người Mỹ kiêm doanh nhân mảng công nghệ Internet. Anh là nhà đồng sáng lập của Meta (ban đầu tên là Facebook), và hiện đang điều hành công ty này với chức danh chủ tịch kiêm giám đốc điều hành. Anh hiện là người giàu thứ 7 thế giới với tài sản ròng ước tính là 105 tỷ $ tính đến tháng 11 năm 2020.
Zuckerberg cho ra đời Facebook trong phòng ký túc xá của mình tại Đại học Harvard vào ngày 4 tháng 2 năm 2004. Trong quá trình tạo lập, xây dựng và hoàn thiện mạng xã hội này, anh nhận trợ giúp bởi các bạn cùng phòng học và các sinh viên Harvard khác như Eduardo Saverin, Andrew McCollum, Dustin Moskovitz và Chris Hughes. Sau khi thành công trong việc tạo lập và thiết kế, nhóm của anh sau giới thiệu Facebook đến với các trường đại học khác. Từ đó, Facebook đã phát triển nhanh chóng, cán mốc một tỷ người sử dụng vào năm 2011. Cũng vì sự trợ giúp của người khác, Zuckerberg đã vướng phải nhiều tranh chấp tố tụng về pháp lý khác nhau được đưa ra bởi những người khác trong nhóm, họ tuyên bố rằng một phần của công ty vốn dựa trên sự tham gia đóng góp của họ trong giai đoạn khởi đầu và phát triển của Facebook.
Từ năm 2010, tạp chí Time đã liệt kê tên Zuckerberg trong số 100 người giàu nhất và có ảnh hưởng nhất trên thế giới như là một phần của giải Nhân vật của năm. Vào tháng 12 năm 2016, Zuckerberg đứng thứ 10 trong danh sách những người có ảnh hưởng nhất Thế giới của tạp chí Forbes.

## Xuất thân
Zuckerberg sinh ngày 14 tháng 5 năm 1984, trong một gia đình trí thức ở thành phố White Plains, hạt Westchester, bang New York, Hoa Kỳ. Mẹ anh là bà Karen (nhũ danh Kempner), một bác sĩ tâm thần, và cha anh là ông Edward Zuckerberg, một nha sĩ. Tổ tiên của anh có nguồn gốc từ Đức, Áo và Ba Lan. Anh và ba chị em của mình, Randi, Donna, và Arielle, đã lớn lên tại Dobbs Ferry, New York, trong một ngôi làng nhỏ thuộc Quận Westchester với vị trí cách khoảng 21 dặm về phía bắc của Midtown Manhattan. Zuckerberg đã lớn lên trong tư cách một người đạo Do Thái và trở thành một Bar Mitzvah khi anh 13 tuổi.
Tại trường trung học Ardsley, Zuckerberg tỏ ra mình là một cậu bé có thành tích xuất sắc trong các lớp mà cậu tham gia. Vì thế, cậu được chuyển sang học tại Học viện Phillips Exeter, trường tư thục duy nhất ở New Hampshire trong năm học cơ sở, nơi anh đã giành giải thưởng về khoa học (toán học, thiên văn học và vật lý) và các nghiên cứu cổ điển. Khi còn trẻ, anh cũng đã tham dự Trung tâm Johns Hopkins dành cho trại trẻ vị thành niên tài năng. Trong đơn xin học đại học của mình, Zuckerberg đã nói rằng anh có thể đọc và viết tiếng Pháp, tiếng Hebrew, Latin và Hy Lạp cổ đại. Ngoài ra, anh còn là đội trưởng của đội đấu kiếm.

## Thời gian học tại Harvard
Sau khi tốt nghiệp Exeter năm 2002, Zuckerberg theo học tại Đại học Harvard. Vargas lưu ý rằng vào thời điểm Zuckerberg bắt đầu học tại Harvard, anh đã vang danh như một "một thần đồng lập trình". Anh nghiên cứu về tâm lý học và khoa học máy tính với các vấn đề liên quan đến Alpha Epsilon Pi và Kirkland House. Năm thứ hai, Mark viết một chương trình mà anh gọi là CourseMatch, cho phép người dùng đưa ra các quyết định chọn lớp dựa trên sự lựa chọn của các sinh viên khác và cũng giúp họ thành các nhóm nghiên cứu. Một thời gian ngắn sau đó, Mark đã tạo ra một chương trình khác mà anh gọi là Facemash cho phép các sinh viên lựa chọn người đẹp nhất từ một số bức ảnh. Nhà trường sau đó đã quyết định dừng trang web của anh vì cho rằng nó không phù hợp.
Các học kỳ sau, vào tháng 1 năm 2004, Zuckerberg đã bắt đầu viết mã cho một trang web mới. Vào ngày 4 tháng 2 năm 2004, Zuckerberg tung ra "Thefacebook", ban đầu được đặt tại thefacebook.com. Zuckerberg đã bỏ học tại Harvard vào năm thứ hai để hoàn thành dự án của mình.
Vào ngày 28 tháng 5 năm 2017, Zuckerberg nhận được bằng danh dự từ trường Harvard.

## Những hoạt động từ thiện nổi bật
Tích lũy được khối tài sản lớn, Zuckerberg đã sử dụng hàng triệu đô la để tài trợ cho một loạt các hoạt động thiện nguyện. Zuckerberg đã tặng một số tiền cho Diaspora, một máy chủ Web cá nhân mã nguồn mở thực hiện dịch vụ mạng xã hội. Zuckerberg thành lập quỹ Start-up: Education (Tạm dịch: Quỹ Giáo dục Khởi nghiệp).
Trong năm 2010, anh thực hiện nhiều hoạt động từ thiện. Tháng 9 năm đó, anh đã quyên tặng 100 triệu đô la để tài trợ hệ thống trường công Newark ở New Jersey. Sau đó ít lâu, vào tháng 12, Zuckerberg ký vào cam kết "Lời hứa trao tặng", qua đó, anh cam kết quyên góp ít nhất 50% tài sản để tài trợ các hoạt động từ thiện trong suốt cuộc đời.
Vào tháng 12 năm 2012, Zuckerberg và vợ là Priscilla Chan tuyên bố rằng trong suốt cuộc đời của họ, họ sẽ dành phần lớn tài sản của mình để "phát triển tiềm năng của con người và thúc đẩy bình đẳng" theo tinh thần của Lời cam kết. Vào ngày 1 tháng 12 năm 2015, họ tuyên bố họ sẽ trao 99% cổ phần Facebook của họ (tương đương với 45 tỷ đô la Mỹ vào thời điểm đó) cho Quỹ Sáng kiến Chan Zuckerberg.
Vào ngày 19 tháng 12 năm 2013, Zuckerberg đã tuyên bố một khoản quyên góp 18 triệu cổ phiếu của Facebook cho Quỹ Cộng đồng Thung lũng Silicon. Vào thời điểm này, số cổ phiếu này có tổng giá trị khoảng 990 triệu USD. Vào ngày 31 tháng 12 năm 2013, khoản đóng góp này đã được công nhận là món tiền từ thiện lớn nhất và được đưa vào danh sách kỷ lục năm 2013. Các hành động từ thiện hào phóng, Mark và vợ được đánh giá trong top 50 người Mỹ hào phóng nhất năm 2013, với số tiền quyền góp khoảng 1 tỷ USD.
Tháng 10 năm 2014, Zuckerberg và vợ ông Priscilla Chan tặng 25 triệu đô la Mỹ để nhằm tài trợ cho việc chống lại virus Ebola, đặc biệt là dịch cúm heo ở Tây Phi.

## Cuộc sống xã hội
Zuckerberg đã thực hiện hai sự thay đổi lớn trong cuộc đời vào năm 2012, đó là Facebook trở thành một công ty đại chúng, đưa doanh thu công ty lên tới 16 tỷ USD, được xem là đợt IPO lớn nhất trong lịch sử công nghệ. Anh nắm giữ trong tay hơn một phần tư cổ phiếu công ty và giữ 57% quyền biểu quyết của công ty. Trên cương vị CEO Facebook, anh nhận mức lương tượng trưng là 1 USD.
Vào tháng 5 năm 2013, Facebook lần đầu tiên liệt kê danh sách Fortune 500 – Zuckerberg, lúc này chỉ mới 28 tuổi đã trở thành CEO trẻ tuổi nhất góp mặt trong danh sách này.
Vào tháng 11 năm 2015, Zuckerberg và Chan chào đón con gái đầu lòng của mình, Max. Nhân dịp này, anh cùng vợ đã cam kết trong một bức thư ngỏ dành cho con gái của mình rằng họ sẽ dành 99% cổ phần của họ trong công ty cho việc từ thiện.
Vào tháng 9 năm 2016, Zuckerberg và Chan tuyên bố rằng Sáng kiến Chan Zuckerberg (CZI), công ty mà họ đặt cổ phần Facebook, sẽ đầu tư ít nhất 3 tỷ đô la vào nghiên cứu khoa học trong thập kỷ tới để giúp "chữa bệnh, phòng ngừa và quản lý tất cả các bệnh trong cuộc đời của chúng ta." Sự hợp tác giữa Đại học Stanford, Đại học California, San Francisco và Đại học California, Berkeley, Biohub sẽ nhận được tài trợ ban đầu 600 triệu đô la trong 10 năm.

## Quan điểm và hành động chính trị
Năm 2002, Zuckerberg đăng ký bỏ phiếu tại Westchester County, New York, nơi anh lớn lên, nhưng anh không có quyền bỏ phiếu cho đến tháng 11 năm 2008. Elma Rosas, Tổng biên tập của Cử tri Quận Santa Clara, nói với Bloomberg rằng Zuckerberg đã bỏ phiếu ít nhất hai trong ba cuộc bầu cử Tổng thống Hoa Kỳ gần đây, là các lần trong các năm 2008 và năm 2012.
Zuckerberg chưa bao giờ tiết lộ quan điểm chính trị của mình: một số cho rằng anh là một người bảo thủ, trong khi những người khác coi anh là người cấp tiến.
Vào ngày 13 tháng 2 năm 2013, Zuckerberg đã tổ chức sự kiện gây quỹ đầu tiên của mình cho Thống đốc bang New Jersey Chris Christie. Sự quan tâm đặc biệt của Zuckerberg vào dịp này là cải cách giáo dục, và công việc cải cách giáo dục của Christie tập trung vào các tổ chức giáo dục và mở rộng các trường công. Cuối năm đó, Zuckerberg cũng tổ chức một cuộc vận động gây quỹ cho thị trưởng Newark Cory Booker, người đang chạy đua trong cuộc bầu cử Thượng viện Thượng viện New Jersey năm 2013.
Vào ngày 11 tháng 4 năm 2013, Zuckerberg đã dẫn đầu 501 nhóm vận động hành lang gọi là FWD.us. Những người sáng lập và đóng góp cho nhóm chủ yếu là các doanh nhân và các nhà đầu tư của Thung lũng Silicon, với người đứng đầu chủ tịch là Joe Green, một người bạn thân của Zuckerberg. Mục tiêu của nhóm bao gồm cải cách nhập cư, cải thiện tình trạng giáo dục ở Hoa Kỳ và tạo ra những đột phá về công nghệ mang lại lợi ích cho công chúng, tuy nhiên nhóm cũng bị chỉ trích vì tài trợ cho các quảng cáo ủng hộ nhiều loại dầu các sáng kiến phát triển khí đốt, bao gồm khoan trong Khu bảo tồn Động vật Hoang dã Quốc gia Bắc cực và đường ống dẫn Keystone XL.
Cũng trong năm này, nhiều nhóm tự do và tiến bộ như The League of Conservation Voters, MoveOn.org, Câu lạc bộ Sierra, Dân chủ cho Mỹ, CREDO, Daily Kos, 350.org và Presente và Progressive United đồng ý hoặc hạ quảng cáo trên Facebook của họ xuống và ngừng mua hoặc không mua quảng cáo trên Facebook trong ít nhất hai tuần, để phản đối quảng cáo của Zuckerberg do FWD.us tài trợ nhằm hỗ trợ khoan dầu và đường ống dẫn Keystone XL, và chống lại Obamacare và các thượng nghị sĩ Hoa Kỳ thuộc đảng Cộng hòa, những người đã cải cách nhập cư. Để đáp trả lại những tuyên bố cho rằng tổ chức FWD.us "chỉ là một tổ chức công nghệ muốn thuê thêm nhân công", nhà doanh nghiệp trẻ tuổi Zuckerbreg trả lời: "Vấn đề lớn hơn chúng tôi đang cố gắng giải quyết là đảm bảo 11 triệu người không có giấy tờ sống ở đất nước này ngay bây giờ và những người tương tự trong tương lai được đối xử công bằng".
Zuckerberg đã đưa ra một tuyên bố trên tường Facebook của mình vào ngày 9 tháng 12 năm 2015, trong đó nói rằng anh muốn "thêm tiếng nói của tôi để hỗ trợ người Hồi giáo trong cộng đồng và trên toàn thế giới" để phản ứng lại hậu quả của các cuộc tấn công Paris vào tháng 11 năm 2015 và San Francisco trong năm 2015. Tuyên bố cũng cho biết, người Hồi giáo "luôn được hoan nghênh" trên Facebook và quan điểm của anh là kết quả của việc "như một người Do Thái, cha mẹ tôi đã dạy tôi rằng chúng ta phải đứng lên chống lại các cuộc tấn công vào tất cả các cộng đồng." 
Vào tháng 1 năm 2017, Zuckerberg chỉ trích sắc lệnh của Tổng thống Donald Trump nhằm hạn chế người nhập cư và tị nạn từ một số nước Hồi giáo.

## Đời sống cá nhân

### Cuộc sống gia đình
Zuckerberg đã gặp người vợ tương lai của anh, bạn học Priscilla Chan, trong một bữa tiệc sinh viên năm thứ hai tại Harvard. Họ bắt đầu hẹn hò vào năm 2003.
Vào tháng 9 năm 2010, Zuckerberg đã mời Chan, sau đó là sinh viên y khoa tại Đại học California, San Francisco, để chuyển đến nhà thuê Palo Alto. Zuckerberg đã học tiếng Quan Thoại để chuẩn bị cho chuyến thăm của hai vợ chồng đến Trung Quốc vào tháng 12 năm 2010.
Vào ngày 19 tháng 5 năm 2012, Zuckerberg và Chan đã kết hôn tại sân sau nhà Zuckerberg trong một sự kiện mà cũng tổ chức để ăn mừng việc tốt nghiệp của cô.
Ngày 31 tháng 7 năm 2015, Zuckerberg thông báo rằng anh và Chan đang mong chờ một cô bé gái. Anh nói mình cảm thấy tự tin rằng nguy cơ bị sảy thai sẽ khó xảy ra cho đến khi vợ anh hạ sinh, vì trước đó Chan đã phải trải qua ba lần sẩy thai. Ngày 1 tháng 12 cùng năm, Zuckerberg công bố vợ anh đã hạ sinh con gái, Maxima Chan Zuckerberg ("Max"). Cặp vợ chồng đã tuyên bố rằng tên chính thức bằng tiếng Trung Quốc của bé Maxima là Chen Mingyu (Trung Quốc: 陈明宇, Hán-Việt: Trần Minh Vũ).
Gia đình Zuckerberg tiếp tục chào đón con gái thứ hai của họ, August, vào tháng 8 năm 2017.
Ngày 24 tháng 3 năm 2023, Mark Zuckerberg và vợ là Priscilla Chan đã đăng tải một bài trên mạng xã hội Instagram thông báo chào mừng thành viên mới của gia đình, cô con gái thứ 3 mới sinh được đặt tên là Aurelia Chan Zuckerberg. "Chào mừng con đến với thế giới, Aurelia Chan Zuckerberg!"

### Quan điểm Tôn giáo
Trong khi lớn lên trong môi trường của đạo Do Thái, Zuckerberg xác định mình là một người vô thần. Anh cho biết mình đánh giá cao Phật giáo. Đối với Thiên Chúa giáo, cả Zuckerberg và vợ đều chia sẻ với Giáo hoàng Phanxicô vào tháng 8 năm 2016 rằng "chúng tôi ngưỡng mộ sứ điệp thương xót và sự dịu dàng của Ngài, và cách Ngài tìm ra những cách mới để giao tiếp với mọi người với nhiều đức tin khác nhau trên thế giới". Vào tháng 12 năm 2016, khi được hỏi "Bạn có phải là người vô thần không?" để trả lời một bài đăng vào ngày Giáng sinh trên Facebook, Zuckerberg đã trả lời: "Không. Tôi đã được nuôi dưỡng như một người Do Thái và sau đó tôi đã trải qua một giai đoạn mà tôi nghi ngờ mọi thứ, nhưng bây giờ tôi tin rằng tôn giáo là rất quan trọng." Khi ông đóng cửa bắt đầu phát biểu tại Đại học Harvard vào tháng 5 năm 2017, Zuckerberg đã chia sẻ lời cầu nguyện của người Do Thái Mi Shebeirach, mà ông nói rằng ông nói khi đối mặt với những thách thức trong cuộc sống.